# Gheorghe Andronic
Gheorghe Andronic (ros. Георгий Николаевич Андроник, Gieorgij Nikołajewicz Andronik; ur. 25 września 1991 w Kiszyniowie) – mołdawski piłkarz rosyjskiego pochodzenia występujący na pozycji pomocnika w klubie Zimbru Kiszyniów.

## Kariera klubowa
Grę w piłkę nożną rozpoczął w wieku 5 lat w akademii klubu Zimbru Kiszyniów. W 2009 roku, w wieku 17 lat, został włączony do składu zespołu seniorów. 4 marca 2009 zadebiutował w Divizia Națională w spotkaniu przeciwko CSCA-Rapidowi Kiszyniów (2:0). Od sezonu 2009/10 rozpoczął grę w podstawowym składzie. W lipcu 2009 roku zadebiutował w europejskich pucharach w dwumeczu z Okżetpesem Kokczetaw (1:2, 2:0) w kwalifikacjach Ligi Europy 2009/10, zdobywając gola w spotkaniu rewanżowym. Na zakończenie 2009 roku otrzymał od FMF wyróżnienie dla najlepszego młodzieżowego piłkarza roku w Mołdawii oraz został wybrany w głosowaniu kibiców Zimbru najlepszym graczem roku.
W grudniu 2009 roku odbył testy w zespole mistrza Chorwacji Dinamo Zagrzeb, prowadzonym przez Krunoslava Jurčicia. W styczniu 2010 roku podpisał pięcioletni kontrakt i został natychmiast po tym wypożyczony do klubu satelickiego NK Lokomotiva Zagrzeb. 25 lutego 2010 zadebiutował w 1. HNL w wygranym 2:0 spotkaniu przeciwko NK Varteks. W rundzie wiosennej sezonu 2009/10 i na początku sezonu 2010/11 pełnił rolę rezerwowego i zagrał łącznie w 9 meczach. Jesienią 2010 roku został wypożyczony na okres 4 miesięcy do HNK Gorica (2. HNL), gdzie zaliczył 2 ligowe występy.
W lutym 2011 roku opuścił Dinamo Zagrzeb i podpisał roczną umowę ze szwedzkim IFK Värnamo. W sezonie 2011 rozegrał w Superettan 26 meczów i zdobył 1 gola. Na zakończenie rozgrywek jego klub wziął udział w barażach o utrzymanie w lidze, w których pokonał Väsby United (2:0, 1:0), a Andronic strzelił bramkę w pierwszym spotkaniu. Przed sezonem 2012 związał się on dwuletnim kontraktem z występującym na tym samym poziomie rozgrywkowym Degerfors IF, odrzucając oferty m.in. Örebro SK i Lecha Poznań. Na początku 2013 roku polubownie rozwiązał umowę i przeniósł się do macierzystego Zimbru Kiszyniów, gdzie rozegrał 12 meczów i strzelił 1 bramkę.
W czerwcu 2013 roku przeszedł do Milsami Orgiejów prowadzonego przez Ștefana Stoicę. W sezonie 2014/15 wywalczył mistrzostwo Mołdawii, będące pierwszym w historii klubu i jednocześnie pierwszym tytułem mistrzowskim zdobytym przez drużynę spoza Kiszyniowa lub Tyraspolu. W sierpniu 2017 roku doznał kontuzji, po której zmuszony był przejść dwa zabiegi operacyjne i ośmiomiesięczną rekonwalescencję. Po wyleczeniu urazu zdobył z Milsami Puchar Mołdawii 2017/18 oraz Superpuchar Mołdawii 2019. Latem 2019 roku, po rozegraniu 111 ligowych spotkań, opuścił zespół i odszedł do Astry Giurgiu. Z powodu urazu nie grał w początkowym okresie po przyjściu do klubu.

## Kariera reprezentacyjna
Występował w juniorskich i młodzieżowych reprezentacjach Mołdawii w kategorii U-17, U-19 oraz U-21. Z kadrą U-21, którą reprezentował w latach 2009–2011, wziął udział w dwóch turniejach kwalifikacyjnych do Mistrzostw Europy.
11 października 2011 zadebiutował w seniorskiej reprezentacji Mołdawii prowadzonej przez Gavrila Balinta w spotkaniu z San Marino w eliminacjach Mistrzostw Europy 2012. Pojawił się on na boisku w 70. minucie, zmieniając Petru Racu i w 87. minucie meczu zdobył bramkę na 4:0. Ogółem w latach 2011–2017 zanotował w drużynie narodowej 10 występów, głównie jako zmiennik i strzelił 1 gola.

### Bramki w reprezentacji
| LP | Data                 | Miejsce                   | Przeciwnik | Bramka | Rezultat | Ranga meczu                       |
| -- | -------------------- | ------------------------- | ---------- | ------ | -------- | --------------------------------- |
| 1. | 11 października 2011 | Stadion Zimbru, Kiszyniów | San Marino | 4:0    | 4:0      | Eliminacje Mistrzostw Europy 2012 |

## Życie prywatne
Jest bratem Olega Andronica i stryjecznym bratem Igora Andronica i Valeriu Andronica. Posiada obywatelstwo Mołdawii i Rumunii. Posługuje się językiem rumuńskim i rosyjskim.

## Sukcesy

### Zespołowe
Milsami Orgiejów
- mistrzostwo Mołdawii: 2014/15
- Puchar Mołdawii: 2017/18
- Superpuchar Mołdawii: 2019

### Indywidualne
- młodzieżowy piłkarz roku w Mołdawii: 2009